# پوترسین
پوترسین (به انگلیسی: Putrescine) یک ترکیب شیمیایی با شناسه پاب‌کم ۱۰۴۵ است.